# Scalptia mercadoi
Scalptia mercadoi is een slakkensoort uit de familie van de Cancellariidae. De wetenschappelijke naam van de soort is voor het eerst geldig gepubliceerd in 1968 door Old.